# Wout Schoonis
Wout Schoonis, né le 20 mars 1980 à Neerpelt (province de Limbourg), est un dessinateur et illustrateur belge néerlandophone, connu comme l'artiste en chef de Bob et Bobette.

## Biographie
Wout Schoonis naît le 20 mars 1980 à Neerpelt,.
Sa première lecture de bande dessinée est Rikske en Fikske, il est un lecteur assidu de Robbedoes, son personnage préféré est Gaston Lagaffe et il avoue un faible pour Yoko Tsuno. Il grandit avec les albums de Paul Geerts. Selon ses dires, il aimerait recevoir conseil de Dave McKean et il est fier de posséder un original de Mister Melvin. Il considère la couverture de l'album Tintin et l'Alph-Art comme étant la plus belle pour sa pureté.
Il étudie d'abord l'économie et obtient en 2005 un master en arts visuels à la Haute école PXL (nl),,. Plus tard dans sa carrière, il suivra un cours d'animation en ligne à la  School of Motion (en) de 2015 à 2016.
Après avoir obtenu son diplôme, il travaille comme maquettiste pour plusieurs agences graphiques, la Gazet van Antwerpen et Het Belang van Limburg. Depuis 2007, Schoonis est employé par le Studio Vandersteen dans l'équipe de dessin de Bob et Bobette créés par Willy Vandersteen. Sa première grande contribution à la série De joviale Gille [« Le Gille généreux »] 297e épisode. En 2017, il est en grande partie responsable du restyling de la série, à partir de De planeetvreter [« Le Dévoreur de planètes »] 339e épisode. En 2023, il succède à Luc Morjaeu en tant qu'artiste en chef de la série,. Il est le premier à réaliser Bob et Bobette de manière entièrement numérique.
Depuis 2011, il travaille les personnages numériquement sur le 317e épisode Het Bizarre Blok [« Le Bloc bizarre »]. À partir de 2014, (Sooi en Sientje [« Nathan et Nathalie »]), les personnages sont élaborés et encrés numériquement, mais également les décors, dont Christian Verhaeghe est responsable. Ces dernières années, tout le processus de mise en page jusqu'au produit final, est développé numériquement, y compris la mise en couleur et la mise en page où il tire comme avantage la rapidité, bienvenue dans une production comme celle-ci. Il déclare réaliser un album en deux mois.
De 2012 à 2018, il réalise des animations pour le studio Bluts, avec Mister Melvin et Kim Vreys. Y compris des clips vidéo, des productions théâtrales, des infos commerciales et de la publicité. Sur des scénarios de Peter Van Gucht, il sort Les Sœurs Sirocco en 2023. Il enchaîne avec Lambique Chapeau melon, La Mère veille et La Tête de l'Empereur,, 374e épisode de la série l'année suivante. Il utilise le pseudonyme Nis.
Il est également dessinateur indépendant avec des missions dans la publicité, la télévision et l'animation.

### Vie privée
Il réside et travaille à Lindelhoeven, une section de la commune de Pelt,.

## Œuvres publiées

### Albums de bande dessinée en français

#### Bob et Bobette
- 371. Les Sœurs Sirocco[18], Standaard Uitgeverij, Anvers, 21 novembre 2023
Scénario : Peter Van Gucht - Dessin : Wout Schoonis - Couleurs : quadrichromie -  (ISBN 978-90-02-02685-0)
- 372. Lambique Chapeau melon, Standaard Uitgeverij, Anvers, 30 janvier 2024
Scénario : Peter Van Gucht - Dessin : Wout Schoonis - Couleurs : quadrichromie -  (ISBN 978-90-02-02687-4)
- 373. La Mère veille, Standaard Uitgeverij, Anvers, 16 avril 2024
Scénario : Peter Van Gucht - Dessin : Wout Schoonis - Couleurs : quadrichromie -  (ISBN 978-90-02-02688-1)
- 374. La Tête de l'Empereur, Standaard Uitgeverij, Anvers, 7 août 2024
Scénario : Peter Van Gucht - Dessin : Wout Schoonis - Couleurs : quadrichromie -  (ISBN 978-90-02-02689-8)
- 375. Bobette et mat !, Standaard Uitgeverij, Anvers, octobre 2024
Scénario : Peter Van Gucht - Dessin : Wout Schoonis - Couleurs : quadrichromie -  (ISBN 978-90-02-02690-4)
- 376. Les Biblionautes, Standaard Uitgeverij, Anvers, 4 décembre 2024
Scénario : Peter Van Gucht - Dessin : Wout Schoonis - Couleurs : quadrichromie -  (ISBN 978-90-02-02691-1)
- 377. Le Super Samouraï, Standaard Uitgeverij, Anvers, 13 février 2025
Scénario : Peter Van Gucht - Dessin : Wout Schoonis - Couleurs : quadrichromie -  (ISBN 978-90-02-02693-5)
- 378. La Vraie Blanche-Neige, Standaard Uitgeverij, Anvers, 16 avril 2025
Scénario : Peter Van Gucht - Dessin : Wout Schoonis - Couleurs : quadrichromie -  (ISBN 978-90-02-02694-2)
- 379. Le Cœur canin, Standaard Uitgeverij, Anvers, 19 juin 2025
Scénario : Peter Van Gucht - Dessin : Wout Schoonis - Couleurs : quadrichromie -  (ISBN 978-90-02-02695-9)

### Albums de bande dessinée en néerlandais
- Krimson break (nl) (2009)
- Juffertje Janboel (nl) (2010)
- De meteomachine (nl) (2010)

1. Expeditie Robikson (nl) (2011)

- De spottende spiegel (nl) (2011)
- Tante Biotica (nl) (2014).

### Livres
: document utilisé comme source pour la rédaction de cet article.
- Philippe Mellot, Michel Denni, Laurent Turpin et Isabelle Morzadec, Trésors de la bande dessinée : BDM 2025-2026 - Catalogue encyclopédique et Argus, Paris, Les Arènes, novembre 2024, 24e éd., 1839 p., ill. ; 23 cm (ISBN 979-10-37512-61-1, OCLC 1478218824, présentation en ligne), p. 215. .